# Midgee binnaburra
Espèce
Midgee binnaburra est une espèce d'araignées aranéomorphes de la famille des Toxopidae.

## Distribution
Cette espèce est endémique du Queensland en Australie. Elle se rencontre dans le parc national de Lamington.

## Description
La carapace de la femelle holotype mesure 0,8 mm de long sur 0,6 mm et l'abdomen 1,0 mm de long sur 0,8 mm. La carapace du mâle paratype mesure 0,8 mm de long sur 0,6 mm et l'abdomen 0,8 mm de long sur 0,6 mm.

## Étymologie
Son nom d'espèce lui a été donné en référence au lieu de sa découverte, Binna Burra.

## Publication originale
- Davies, 1995 : A tiny litter spider (Araneae: Amaurobioidea) from Australian rainforests. Records of the Western Australian Museum. Supplement, vol. 52, p. 119-129 (texte intégral).